# التجمع الوطني السنغالي/جامي ريومي
التجمع الوطني السنغالي /جامي ريومي (بالفرنسية: Rassemblement patriotique sénégalais)‏ هو حزب سياسي في السنغال. في الانتخابات التشريعية التي جرت في 3 يونيو 2007، فاز الحزب بنسبة 0.40٪ من الأصوات الشعبية ولم يفز بأي من المقاعد البالغ عددها 150 في الجمعية الوطنية.